# Amblurodes
Amblurodes là một chi bướm đêm thuộc họ Geometridae.